# Andrena nova
Andrena nova är en biart som beskrevs av Popov 1940. Andrena nova ingår i släktet sandbin, och familjen grävbin. Inga underarter finns listade i Catalogue of Life.